# ジョエル・スポルスキ

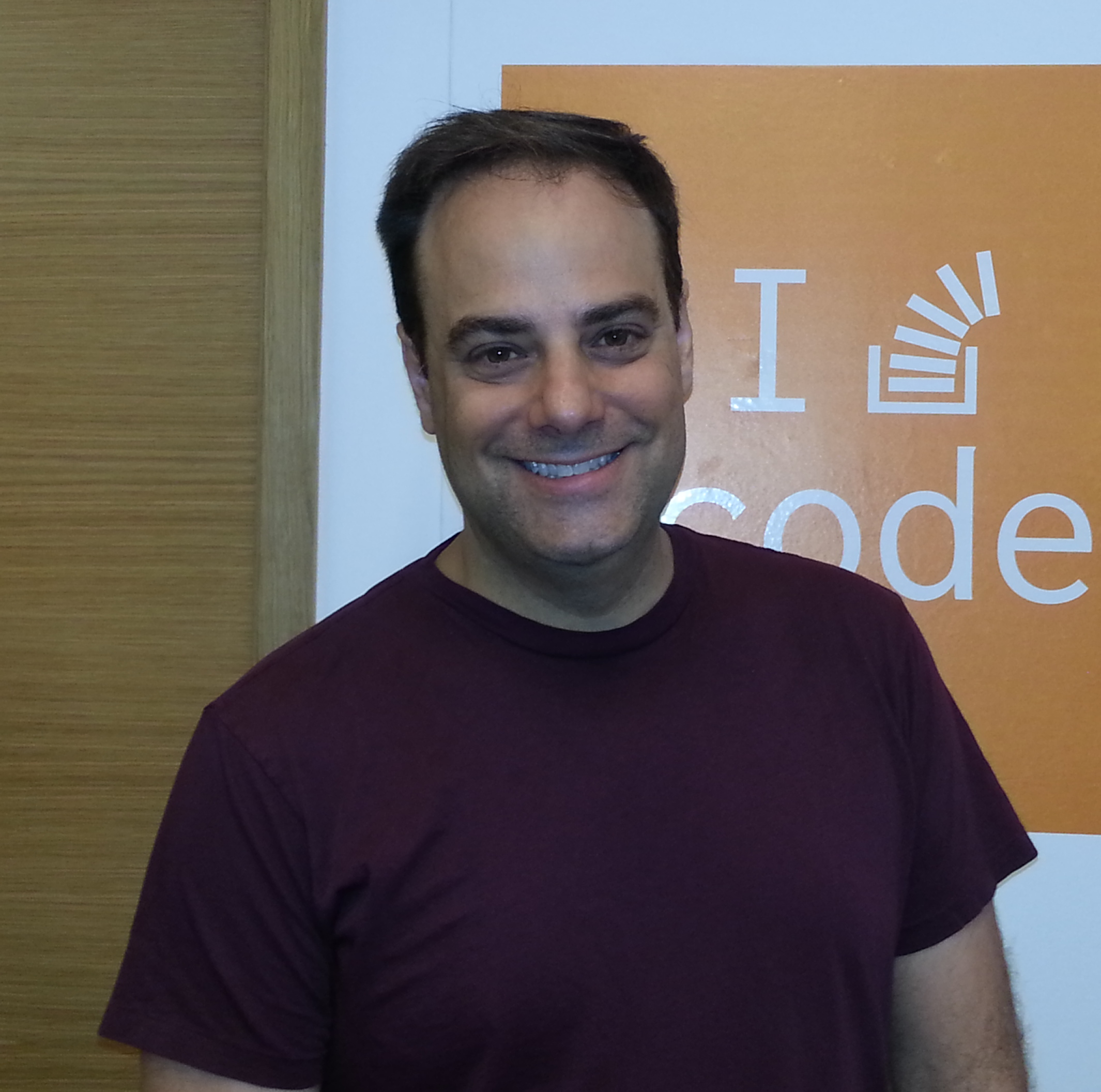
ジョエル・スポルスキ

ジョエル・スポルスキ（Joel Spolsky、1965年 - ）は、アメリカ合衆国のソフトウェアエンジニアで著作家である。ソフトウェア開発について論じたブログであるJoel on Softwareの著者として知られている。1991年から1994年にかけて、Microsoft Excelチームのプログラムマネージャとして活躍し、その後Fog Creek Softwareを創業した。

## 略歴
米国ニューメキシコ州アルバカーキ出身。15歳の時に家族と共にイスラエルのエルサレムに移住し、同地で高校に入学し、空挺部隊の隊員として軍務を務めた。彼は北部ガリラヤのキブツであるハナトンの創設者の一人である。1987年に米国に帰国し、ペンシルベニア大学で1年間学んだ後、イェール大学に学籍を移し、1991年に同大学でコンピュータサイエンスの学士号を取得した。同年よりマイクロソフトでMicrosoft Excelチームのプログラムマネージャとして働き始め、Excel Basicの設計とマイクロソフトのVBA戦略を推進した。1995年にニューヨークに移り、バイアコムとISPのJunoに勤めた後、2000年にFog Creek Softwareを創業し、Joel on Softwareのブログを開設した。

## 主な著作
- 『Joel on Software』 オーム社 2005年12月 ISBN 978-4274066306
- 『BEST SOFTWARE WRITING』 翔泳社 2008年2月21日 ISBN 978-4798115818
- 『ソフトウェア開発者採用ガイド』 翔泳社 2008年3月20日 ISBN 978-4798115825
- 『More Joel on Software』 翔泳社 2009年4月9日 ISBN 978-4798118925